# Geriatrie in Bayern-Datenbank
Geriatrie in Bayern-Datenbank (GiB‑DAT) ist eine bayernweite Qualitäts- und Dokumentationsdatenbank zur Erfassung geriatrischer Behandlungsverläufe. Ziel ist es, die Qualität geriatrischer Versorgung durch standardisierte Datenerhebung und systematisches Benchmarking zu sichern und weiterzuentwickeln.

## Geschichte
Die Datenbank wurde im Jahr 2000 auf Initiative der Ärztlichen Arbeitsgemeinschaft zur Förderung der Geriatrie in Bayern e. V. (AFGiB) gegründet. Die Aufbauphase wurde durch das Bayerische Staatsministerium für Umwelt und Gesundheit sowie die Bayerische Landesstiftung gefördert. Seit 2003 tragen die teilnehmenden Kliniken die Finanzierung eigenständig.

## Zweck und Funktionen
GiB‑DAT verfolgt das Ziel, die Versorgungsqualität in der Geriatrie durch kontinuierliche, strukturierte Datenerhebung zu verbessern. Erfasst werden unter anderem:
- medizinische Diagnosen und Komorbiditäten
- funktionelle Fähigkeiten (z. B. Barthel-Index, DEMMI)
- Behandlungsverlauf und Entlassungsziel
- Aufenthaltsdauer, Rehabilitationsmaßnahmen, Mobilität

Die Daten werden quartalsweise aggregiert, verglichen und den Einrichtungen zur Qualitätssicherung rückgemeldet.

## Technische Umsetzung
Die Datenerhebung erfolgt softwaregestützt über die webbasierte Anwendung Geridoc 2.0. Diese Software ermöglicht eine standardisierte Dokumentation im Klinikalltag und wird auch außerhalb Bayerns von geriatrischen Einrichtungen in Deutschland eingesetzt.

## Beteiligung
An GiB‑DAT nehmen rund 80 % der vollstationären geriatrischen Abteilungen in Bayern sowie alle geriatrischen Tageskliniken teil. Es werden jährlich über 20.000 Behandlungsverläufe dokumentiert, womit GiB‑DAT zu den größten regionalen geriatrischen Datenbanken Europas zählt.

## Wissenschaftliche Bedeutung
Die systematisch erhobenen Daten von GiB‑DAT werden zur gesundheitswissenschaftlichen Forschung genutzt. Sie ermöglichen die Analyse funktioneller Verbesserungen im Verlauf geriatrischer Rehabilitationsmaßnahmen, Aussagen zur Alltagsfähigkeit und Rückkehrrate ins häusliche Umfeld sowie Erkenntnisse über die Versorgung älterer Menschen.
Die Ergebnisse fließen in Qualitätsvergleiche, wissenschaftliche Publikationen und gesundheitspolitische Planungen ein.

## Nutzung außerhalb Bayerns
Die zugrundeliegende Softwarelösung Geridoc 2.0 wird bundesweit eingesetzt. Die Dokumentationssystematik von GiB‑DAT ist eng verwandt mit dem bundesweiten Qualitätsvergleichssystem GEMIDAS, das vom Bundesverband Geriatrie koordiniert wird.